# Harley-Davidson DAH
Die Harley-Davidson DAH (1929 bis 1933) war ein von Harley-Davidson für Hillclimbing entwickeltes Rennmotorrad mit Zweizylindermotor. Etwa 25 Exemplare sollen hergestellt und an ausgesuchte Werksfahrer geliefert worden sein.

## Entwicklung und Technik
Das 1929 vorgestellte Flathead-Serienmodell D und dessen 742 cm³ Hubraum (45,3 ci) großer V2-Motor (Bohrung/Hub 70 × 97 mm) diente als Basis für die Entwicklung eines Werksrenners mit OHV-Ventilsteuerung. Der Motor bekam vier kurze Auspuffstummel und einen überarbeiteten Zündmagneten. Im Getriebegehäuse wurde die Übersetzung für nur einen Gang angelegt; zu verschiedenen Strecken konnten Ritzel und Kettenblatt geändert werden. Bei einem Sturz schaltete ein Killschalter – ein Lederriemen, der am Handgelenk des Fahrers mit dem Zündmagneten verbunden war – den Motor ab. Am Fahrwerk mit Einschleifenrohrrahmen und Springergabel wurde der Tank zwecks Gewichtsverlagerung dicht an den Lenkkopf montiert. Am Hinterrad sorgte eine Schneekette des Herstellers Weed für den Grip am Berg. Joe Petrali, ein hervorragender Fahrer seiner Zeit, wurde 1932, 1933, 1935 und 1936 amerikanischer Meister auf einer Harley-Davidson DAH. Die klassische Hillclimbing-Strecke war zwischen 200 und 600 Fuß (60 bis 180 m) lang und 30 Fuß breit; der Fahrer durfte bereits 30 Fuß vor der Startlinie anfahren.